# Behrn Arena (bandyanläggning)
Ej att förväxla med Behrn Arena (ishall) eller Behrn Arena (fotbollsanläggning).
Behrn Arena, tidigare Vinterstadion, är en bandyanläggning i Örebro och som är hemmaplan för Örebro SK Bandy. Behrn Arena är till större delen uppförd i betong. Anläggningen ligger ca 1 kilometer från centrum och ligger i direkt anslutning till ishallen (tidigare Toyotahallen) och fotbollsanläggningen Behrn Arena. Bandybanan invigdes Allhelgonadagen 1963.
I oktober 2007 beslutade Örebro kommun att anläggningen skall rustas upp till en bandyhall, vilket bland annat innebär att den förses med tak , samt att göra Vinterstadion till en av Sveriges modernaste anläggningar för lagsport vintertid.  Upprustningen av anläggningen var färdig oktober/november 2009. Fredag den 30 oktober 2009 genomförde ÖSK Bandy sin första träning i den nya hallen, som officiellt invigdes den 14 november 2009 i samband med premiären mot Tillberga IK Bandy i Allsvenskan i bandy 2009/2010.
Sedan Behrn fastigheter i september 2008 köpte namnrättigheterna till anläggningen på 15 års tid går den under namnet Behrn Arena. En stor del av pengarna kommer att gå till Örebro SK Bandy . Örebroporten Fastigheter AB är fastighetsägare.